# Paolo Longo Borghini
Paolo Longo Borghini (Asiago, 10 december 1980) is een Italiaans voormalig wielrenner. Hij werd prof in 2004 en beëindigde zijn carrière in 2014. Hij is een zoon van langlaufster Guidina Dal Sasso. Zijn 11 jaar jongere zus Elisa Longo Borghini is prof sinds 2010.

## Belangrijkste overwinningen
2006
- GP Nobili Rubinetterie

## Resultaten in voornaamste wedstrijden
| Jaar | Ronde van Italië | Ronde van Frankrijk | Ronde van Spanje |
| ---- | ---------------- | ------------------- | ---------------- |
| 2005 |                  |                     |                  |
| 2006 |                  |                     |                  |
| 2007 |                  | 124e                |                  |
| 2008 |                  | opgave              |                  |
| 2009 | 113e             |                     |                  |
| 2010 |                  |                     |                  |
| 2011 |                  | 126e                |                  |
| 2012 | 108e             |                     |                  |
| 2013 | 67e              |                     |                  |
| 2014 | 99e              |                     | 101e             |

| Jaar | Milaan-San Remo | Gent-Wevelgem | Ronde van Vlaanderen | Parijs-Roubaix | Amstel Gold Race | Luik-Bast.‑Luik | Ronde van Lombardije | Waalse Pijl |
| ---- | --------------- | ------------- | -------------------- | -------------- | ---------------- | --------------- | -------------------- | ----------- |
| 2005 | 143e            |               |                      |                |                  |                 |                      |             |
| 2006 |                 |               |                      |                |                  |                 |                      |             |
| 2007 | 141e            |               |                      |                |                  | 114e            | opgave               |             |
| 2008 | 46e             | 83e           | 57e                  | 80e            |                  |                 |                      | 101e        |
| 2009 | 113e            |               | 28e                  |                |                  | 102e            |                      | 156e        |
| 2010 | 131e            |               |                      |                |                  |                 | opgave               | 118e        |
| 2011 |                 |               |                      |                | 92e              |                 | opgave               |             |
| 2012 | opgave          |               |                      |                |                  |                 |                      |             |
| 2013 | opgave          |               |                      |                |                  |                 | opgave               |             |
| 2014 | opgave          | 77e           | 57e                  | 72e            |                  |                 | 80e                  |             |

## Ploegen
- 2000-G.S. Resine Ragnoli
- 2001-G.S. Resine Ragnoli-Garda Calze-Poliflex-Rifra
- 2002-G.S. Garda Calze Resine Ragnoli
- 2003-Zalf-Désirée-Fior
- 2004-Vini Caldirola-Nobili Rubinetterie
- 2005-Team Barloworld-Valsir
- 2006-Ceramica Flaminia (vanaf 01/06)
- 2007-Team Barloworld
- 2008-Team Barloworld
- 2009-Team Barloworld
- 2010-ISD-Neri
- 2011-Liquigas-Cannondale
- 2012-Liquigas-Cannondale
- 2013-Cannondale
- 2014-Cannondale

Wielerploegen van Paolo Longo Borghini
Andriotto ·
Beuchat · 
Calcagni · 
Casagrande ·
Cavallari · 
Celli ·
Cheula ·
Garzelli ·
Gerosa ·  
Gili · 
Kadlec · 
Longo Borghini ·
A. Masciarelli · 
S. Masciarelli ·
Mason ·
Milesi ·  
Sgambelluri ·  
Sironi · 
Tomi · 
Tonkov ·
Zampieri ·
Zanotti ·
Zinetti ·
Ghiare (stagiair) ·
Mugerli (stagiair)
Adamsson ·
Arreitunandia ·
Astarloa ·
Beuchat ·
Cárdenas ·
Carrara ·
Cavallari ·
Celli ·
Cheula ·
Cox ·
Degano ·
George ·
Green ·
A. Jefimkin ·
V. Jefimkin ·
Jørgensen ·
Kannemeyer ·
Lill ·
Longo Borghini ·
Maartens ·
Plaza ·
Salomone ·
Serri ·
Southam ·
Sullivan ·
Tomi
Arreitunandia ·
Augustyn ·
Bonomi ·
Caccia ·
Cárdenas ·
Cheula ·
Cox ·
Degano ·
Guidi ·
Hunter ·
Jefimkin ·
Lewis ·
Longo Borghini ·
Perry ·
Sabido ·
Siwtsow ·
Soler ·
Thomas ·
Corti (stagiair) ·
Swift (stagiair) ·
Rincón (stagiair) 
Augustyn ·
Bellotti ·
Caccia ·
Calcagni ·
Cárdenas ·
Cheula ·
Cooke ·
Corti ·
Cummings ·
Dueñas ·
Froome ·
Gasparotto ·
Hunter ·
Impey ·
Longo Borghini ·
Pfannberger ·
Sabido ·
Scognamiglio ·
Soler ·
Thomas ·
Tanner (stagiair) 
Augustyn ·
Bellotti ·
Caccia ·
Calcagni ·
Cárdenas ·
Cheula ·
Corti ·
Cummings ·
Froome ·
Hunter ·
Impey ·
Longo Borghini ·
Merlo ·
Scognamiglio ·
Soler ·
Thomas
Agnoli ·
Basso · 
Bellotti ·
Bodnar ·
Capecchi ·
Caruso ·
Cimolai · 
Da Dalto ·
Dall'Antonia ·
Duggan ·
Finetto ·
Guarnieri ·
King ·
Koren ·
Longo Borghini ·  
Marangoni · 
Nerz ·
Nibali ·  
Oss ·
Paterski ·
Ponzi ·
Sabatini ·
J. Sagan ·
P. Sagan ·
Salerno ·
Szmyd ·
Vanotti ·
Viviani ·
Wurf ·
Agostini (stagiair) ·
Moser (stagiair)
Agnoli ·
Agostini ·
Basso · 
Bodnar ·
Canuti ·
Capecchi ·
Caruso ·
Da Dalto ·
Dall'Antonia ·
Duggan ·
King ·
Koren ·
Longo Borghini ·  
Marangoni ·
Moser · 
Nerz ·
Nibali ·  
Oss ·
Paterski ·
Ratto ·
Sabatini ·
J. Sagan ·
P. Sagan ·
Salerno ·
Sarmiento ·
Szmyd ·
Vanotti ·
Viviani ·
Aldegheri (stagiair) ·
Benfatto (stagiair) ·
Krizek (stagiair) 
Agostini · Basso · Bodnar · Boivin · Canuti · Caruso ·  Da Dalto · Dall'Antonia · De Marchi · Haedo · King · Koch · Koren · Krizek · Longo Borghini · Marangoni · Masuda · Moser · Paterski · Ratto · Sabatini · J. Sagan · P. Sagan · Salerno · Sarmiento · Vandborg · Viviani · Wurf · Martinello (stagiair) · Villella (stagiair)
Basso · Bennett · Bettiol · Bodnar · Boivin · Caruso · De Marchi · Formolo · Gatto · King · Koch · Koren · Krizek · Longo Borghini · Marangoni · Marcato · Marino · Mohorič · Moser · Ratto · Sabatini · J. Sagan · P. Sagan · Salerno · Sarmiento · Villella · Viviani · Wurf